# Endomia picina
Endomia picina là một loài bọ cánh cứng trong họ Anthicidae. Loài này được Hawkins miêu tả khoa học năm 1957.